# 堀田善衛
堀田 善衛（ほった よしえ、1918年（大正7年）7月17日 - 1998年（平成10年）9月5日）は、日本の小説家、評論家。中国国民党宣伝部に徴用された経験をもとにした作品で作家デビューし、1951年に芥川賞受賞。
慶應義塾大学仏文科卒業。上海で敗戦を迎えた体験から『広場の孤独』（1951年）を発表し、芥川賞受賞。スペイン内戦から民族問題を考える国際的視野をもつ作家。代表作に『方丈記私記』（1971年）のほか、『海鳴りの底から』（1960年 - 1961年）など。

## 来歴・人物
富山県高岡市出身。父は富山県会議長の堀田勝文（旧制・野口）、母は大正年間に富山県初の保育所を創設した堀田くに。実業家の野口遵は従伯父（父の従兄）、内務官僚の野口淳吉は伯父（父の兄）、経済学者で慶應義塾大学名誉教授の堀田一善は甥にあたる。生家は伏木港の廻船問屋であり、先祖は南北朝時代に後醍醐天皇皇子の宗良親王に随順していた公家の末裔であると、様々な著作で語っている。伏木港は当時の北前船の日本海航路の重要な地点であったため、国際的な感覚を幼少時から養うことができた。
1936年、旧制石川県立金沢第二中学校（現・石川県立金沢錦丘高等学校）から慶應義塾大学法学部政治学科予科に進学。1940年、文学部仏文科に移り、卒業。大学時代は詩を書き、雑誌『批評』で活躍、その方面で知られるようになる。
第二次世界大戦末期の1945年3月に国際文化振興会が中国に置いていた上海資料室に赴任。現地で敗戦を迎える。1945年8月に現地日本語雑誌『新大陸』にエッセイ「上海・南京」を発表。敗戦直後、上海現地の日文新聞『改造日報』に評論「希望について」を発表。同年12月に上海昆山路128号にあった中国国民党中央宣伝部対日文化工作委員会に留用され、現地日本語雑誌『新生』の編集と、現地中国語紙『中央日報』の対日輿論の翻訳を担当。1946年6月に現地日本語雑誌『改造評論』に「反省と希望」を発表。翌年12月まで留用生活を送る。12月28日（29日の夜明け）にアメリカ軍の上陸用舟艇で引き揚げ。上海での生活と留用体験について、陳童君『堀田善衛の敗戦後文学論－「中国」表象と戦後日本』（鼎書房、2017年）参照。また『新生』は中国国家図書館とアメリカ議会図書館に現存している。
1947年、世界日報社に勤めるが、会社は1948年末に解散する。この頃は詩作や翻訳業を多く手がけていた。アガサ・クリスティの『白昼の悪魔』の最初の邦訳は堀田によるものである。
1948年、神奈川県逗子市に転居。処女作である連作小説『祖国喪失』の第1章「波の下」を発表、戦後の作家生活を始める。
1950年、10月23日に品川駅でかっぱらいをして逮捕されたと報じられたが、『高見順日記』によると、酔った上でのいたずらだったらしい。
1951年、『中央公論』に話題作「広場の孤独」を発表、同作で当年度下半期の芥川賞受賞。また、同時期に発表した短編小説「漢奸」（『文學界』1951年9月）も受賞作の対象となっていた。
1953年、国共内戦期の中国を舞台にした長編小説『歴史』を新潮社から刊行。1955年、日中戦争初期の南京事件をテーマとした長編小説『時間』を新潮社から刊行。
1956年、アジア作家会議に出席のためにインドを訪問、この経験を岩波新書の『インドで考えたこと』にまとめる。これ以後、諸外国をしばしば訪問し、日本文学の国際的な知名度を高めるために活躍した。また、その中での体験に基づいた作品も多く発表し、欧米中心主義とは異なる国際的な視野を持つ文学者として知られるようになった。この間、1959年にはアジア・アフリカ作家会議日本評議会の事務局長に就任。ソビエト連邦の首都モスクワでパキスタンの詩人ファイズ・アハマド・ファイズと知り合ったのは1960年代である。ジャン＝ポール・サルトルとも親交があった。日本評議会が中ソ対立の影響で瓦解した後、1974年に結成された日本アジア・アフリカ作家会議でも初代の事務局長を務めた。また、「ベ平連」の発足の呼びかけ人でもあり、脱走米兵を自宅に匿ったこともあった。マルクス主義には賛同せず日本共産党などの党派左翼でもなかったが、政治的には戦後日本を代表する進歩派知識人であった。
1977年のフランシスコ・デ・ゴヤの評伝『ゴヤ』完結後から1987年12月までの約11年間、数回の帰国を挟みつつスペイン各地に住む。スペインやヨーロッパに関する著作がこの時期には多い。
1980年代後半からは、社会に関するエッセイである〈同時代評〉のシリーズを開始。同シリーズの執筆は堀田の死まで続けられ、没後に『天上大風』として1冊にまとめられた。
1998年に「国際政治の問題点を浮き彫りにした活躍」が評価され日本芸術院賞を受賞した後、体調を崩し神奈川県横浜市の病院へ入院するも、同年9月5日午前10時7分に脳梗塞のため死去。

## エピソード
宮崎駿が最も尊敬する作家であり、宮崎は堀田の文学世界や価値観から非常に影響を受けていることを常々公言、堀田と幾度も対談している。たとえば宮崎の作品によく出てくるゴート人のイメージは、堀田のスペイン論に由来している。また、宮崎は堀田の『方丈記私記』のアニメ化を長年にわたって構想していた。2008年には、宮崎吾朗などのスタジオ・ジブリスタッフによって、『方丈記私記』などの堀田作品をアニメ化するという仮定の下のイメージ・ボードが制作され、神奈川近代文学館に展示された。

## 翻訳版
大学図書館システムNACSISで確認できる範囲では、英語、ロシア語、中国語、朝鮮語に著作が翻訳されている。このうちロシア語訳されたものは4作確認でき、最も多い。

### 英語訳作品
- 「審判」（1994年）
TR:Judgment / Yoshie Hotta ; translated with an introduction by Nobuko TsukuiPUB：Hirakata-shi, Osaka-fu, Japan : Intercultural Research Institute, Kansai Gaidai University , 1994

### ロシア語訳作品
- 「海鳴りの底から」（1968年）
TR：Из глубины бушующего моря : роман / Хотта Ёсиэ ; перевод с японского И. Львовой
PUB：Москва : Изд-во "Художественная литература" , 1968
http://www.livelib.ru/book/1000540119
- 「審判」（1969年）
TR：Суд / Ё. Хотта ; перевод с японского З. Рахима
VT：RM:Sud
PUB：Москва : Изд-во "Прогресс" , 1969
- 「記念碑」（1962年）
TR：Памятник : роман / Ёсиэ Хотта ; перевод Я. Берлина и З. Рахима
RM:Pami︠a︡tnik
PUB：Москва : Изд-во иностранной литературы , 1962
- 「時間・歯車」（1958年）
TR：Шестерни : повесть ; Время: роман / Ёсиэ Хотта ; перевод с японского род редакцией И .Л. Иоффе||||:Shesterni : povest' ; Vremi︠a︡ : roman
PUB：Ташкент : Государственное изд-во художественной литературы УзССР , 1958

#### ウズベキスタンでの受容
ロシア語版の「時間・歯車」の出版地はウズベキスタンの首都タシュケントで、第2回アジア・アフリカ作家会議は1958年10月にタシュケントで開かれている。
2005年5月にウズベク語で刊行された『ウズベキスタン国家百科事典』第9巻には、二葉亭四迷と並んで堀田の項がある。

### 中国語訳作品
- 「鬼無鬼島」
鬼无鬼島 / 堀田善卫著 ; 李芒, 文洁若譯||キブキジマ||gui wu gui dao
PUB：北京：作家出版社 , 1963.4
- 「時間」
秦刚訳、人民文学出版社、出版2018年7月

### 朝鮮語訳作品
- 「ゴヤ Vol.1」（1998年）
TR：에스파냐 : 빛과 그림자 / 홋타 요시에 지음 ; 김석희 옮김||에스파냐 : 빛 과 그림자
VT：TT:Francisco Goya
PUB：서울 : 한길사 , 1998
- 「ゴヤ Vol.2」（1998年）
TR：마드리드 : 사막과 초목 / 홋타 요시에 지음 ; 김석희 옮김||마드리드 : 사막과 초목
ST:마드리드 : 사막과 초원||마드리드 : 사막 과 초원
PUB：서울 : 한길사 , 1998
- 「ゴヤ Vol.3」（1998年）
TR：거인의 그림자 / 홋타 요시에 지음 ; 김석희 옮김||거인 의 그림자
PUB：서울 : 한길사 , 1998
- 「ゴヤ Vol.4」（1998年）
TR：운명 : 검은 그림 / 홋타 요시에 지음 ; 김석희 옮김||운명 : 검은 그림
PUB：서울 : 한길사 , 1998

書籍を紹介する韓国のウェブサイトでは、翻訳者による堀田へのインタビューを見ることができる。「浜の近くにある丘の上の小さな家に大作家を訪ねる」「アジア/アフリカ作家会議の指導者」と題され、一貫して深い敬意をもって語られている
韓国における堀田作品の出版元である「ハンギル社」社長の自伝『本で作るユートピア』（日本では2015年4月、北沢書店刊行）において、この訪問が詳しく記されている。

### ミャンマーでの受容
刊行物は未確認であるが、2013年6月に在ミャンマー日本国大使館で開催された「第8回日本文学翻訳コンテスト」では、堀田の『美しきもの見し人は』が題材となっている。

## 受賞歴
- 1952年 - 第26回芥川龍之介賞（『広場の孤独』）
- 1971年 - 毎日出版文化賞（『方丈記私記』）
- 1977年 - 大佛次郎賞（『ゴヤ』）、ロータス賞（『ゴヤ』）
- 1994年 - 和辻哲郎文化賞（『ミシェル城館の人』全3巻）[17]
- 1995年 - 1994年度朝日賞[18]
- 1998年 - 日本芸術院賞（第二部（文芸）/評論・翻訳）

## 著書
- 『広場の孤独』（1951年、中央公論社） ※のち新潮文庫、集英社文庫
- 『祖国喪失』（1952年、文藝春秋新社） ※のち角川文庫
- 『捜索』（1952年、未來社）
- 『歴史』（1953年、新潮社） ※のち文庫
- 『時間』（1955年、新潮社） ※のち文庫、岩波現代文庫
- 『夜の森』（1955年、大日本雄弁会講談社）
- 『砕かれた顔』（1955年、筑摩書房）
- 『記念碑』（1955年、中央公論社） ※のち集英社文庫、小学館P＋D BOOKS
- 『奇妙な青春「記念碑」第2部』1956年、中央公論社） ※のち集英社文庫、小学館P+D BOOKS
- 『鬼無鬼島』（1957年、新潮社）
- 『インドで考えたこと』（1957年、岩波新書）
- 『乱世の文学者』（1958年、未來社）
- 『現代怪談集』（1958年、東京創元社）
- 『河』（1959年、中央公論社）
- 『上海にて』（1959年、筑摩書房） ※のち学芸文庫、集英社文庫
- 『後進国の未来像』（1959年、新潮社）
- 『建設の時代』（1960年、新潮社）
- 『零から数えて』（1960年、文藝春秋新社）
- 『香港にて』（1960年、新潮社）
- 『海鳴りの底から』（1961年、朝日新聞社） ※のち新潮文庫、朝日文庫
- 『審判』（1963年、岩波書店） ※のち集英社文庫（2冊に分冊）
- 『文学的断面』（1964年、河出書房新社）
- 『スフィンクス』（1965年、毎日新聞社） ※のち集英社文庫
- 『キューバ紀行』（1966年、岩波新書） ※のち集英社文庫
- 『歴史と運命』（1966年、講談社）
- 『若き日の詩人たちの肖像』（1968年、新潮社） ※のち集英社文庫（2冊に分冊）
- 『小国の運命・大国の運命』（1969年、筑摩書房）
- 『美しきもの見し人は』（1969年、新潮社） ※のち文庫、朝日選書
- 『あるヴェトナム人』（1970年、新潮社）
- 『橋上幻像』（1970年、新潮社） ※のち集英社文庫
- 『方丈記私記』（1971年、筑摩書房） ※のち新潮文庫、ちくま文庫
- 『19階日本横丁』（1972年、朝日新聞社） ※のち集英社文庫、朝日文芸文庫
- 『けいざい問答 経済対談集』（1973年、文藝春秋）
- 『堀田善衛自選評論集』（1973年、新潮社）
- 『堀田善衛全集』（全16巻、1974 - 1975年、筑摩書房）
- 『ゴヤ』（全4巻 1974 - 1977年、新潮社） ※のち朝日文芸文庫、集英社文庫
- 『本屋のみつくろい 私の読書』（1977年、筑摩書房）
- 『航西日誌』（1978年、筑摩書房）
- 『スペイン断章 歴史の感興』（1979年、岩波新書） ※のち集英社文庫
- 『スペインの沈黙』（1979年、筑摩書房）※ のち文庫
- 『オリーブの樹の蔭に スペイン430日』（1980年、集英社） ※のち集英社文庫、ちくま文庫
- 『彼岸繚乱 忘れ得ぬ人々』（1980年、筑摩書房）
- 『情熱の行方 スペインに在りて』（1982年、岩波新書） ※のち集英社文庫
- 『日々の過ぎ方 ヨーロッパさまざま』（1984年、新潮社） ※のちちくま文庫
- 『カタルーニア讃歌』（1984年、新潮社）
- 『路上の人』（1985年、新潮社） ※のち文庫、集英社文庫、徳間書店
- 『聖者の行進』（1986年、筑摩書房） ※のち徳間書店
- 『定家明月記私抄』（正・続、1986 - 1988年、新潮社） ※のち全1冊新版、ちくま学芸文庫（もとの正続2冊）
- 『歴史の長い影』（1986年、筑摩書房）
- 『バルセローナにて』（1989年、集英社） ※のち文庫
- 『誰も不思議に思わない』（1989年、筑摩書房） ※のち文庫
- 『ミシェル 城館の人』（全3巻、1991 - 1994年、集英社） ※のち文庫
- 『時空の端ッコ』（1992年、筑摩書房） ※のち文庫
- 『堀田善衛全集』（全16巻、1993年 - 1994年、筑摩書房）
- 『めぐりあいし人びと』（1993年、集英社、口述での回想） ※のち文庫
- 『未来からの挨拶』（1995年、筑摩書房）
- 『空の空なればこそ』（1998年、筑摩書房）
- 『天上大風 全同時代評 一九八六年-一九九八年』（1998年、筑摩書房） ※のち学芸文庫（抄出、紅野謙介編）
- 『ラ・ロシュフーコー公爵傳説』（1998年、集英社） ※のち文庫
- 『故園風來抄』（1999年、集英社） ※遺著（随想集）
- 『堀田善衞詩集 1942〜1966』（1999年、集英社）
- 『別離と邂逅の詩』（2001年、集英社）
- 『歯車・至福千年』（2003年、講談社文芸文庫）
- 『時代と人間』（2004年、徳間書店）、解説高橋源一郎[19]
- 『堀田善衛集　戦後文学エッセイ選11』（2007年、影書房）
- 『堀田善衞上海日記 滬上天下一九四五』（2008年、紅野謙介編、集英社）

## 共編著
- 深い淵から ハンゼン氏病患者生活記録（1956年、永丘智郎共編、新評論社[20]）
- 日本原爆詩集（1970年、大原三八雄・木下順二共編、太平出版社）
- 私はもう中国を語らない（1973年、武田泰淳対話、朝日新聞社）
- ヨーロッパ・二つの窓 トレドとヴェネツィア（1986年12月、加藤周一共著、リブロポート） ※のち朝日文芸文庫
- 時代の風音（1992年、司馬遼太郎・宮崎駿との鼎談、UPU） ※のち朝日文庫
- 発光妖精とモスラ（1994年、中村真一郎・福永武彦との合作小説　筑摩書房） ※初出は1960年[2]
- 中野重治・堀田善衞往復書簡 1953-1979（2018年11月、竹内栄美子・丸山珪一編、影書房）

## 合唱曲（作詞）
- 團伊玖磨作曲 混声合唱曲『岬の墓』[21]（1963年、音楽之友社）
- 團伊玖磨作曲 福永陽一郎編曲 男声合唱曲『岬の墓』[22]（1975年）

## 翻訳
- キエルケゴール『追憶の哲理』（吉田健一共訳、大地書房） 1948年
- モーパッサン『モーパッサン詩集』（酣灯社） 1950年
- アガサ・クリスティー『白昼の悪魔』（早川書房） 1951年
- アガサ・クリスチイ『A.B.C.殺人事件』（東京創元社） 1957年、のち文庫
- アレックス・アトキンスン『チャーリー退場』（東京創元社、クライム・クラブ） 1959年

## 評伝・回想
- 『葦牙　第25号　追悼特集堀田善衛』 同時代社、1999年4月
- 高志の国文学館編『堀田善衞を読む　世界を知り抜くための羅針盤』集英社新書、2018年10月
池澤夏樹・吉岡忍・鹿島茂・大高保二郎・宮崎駿 全5名の講演
- 堀田百合子『ただの文士　父、堀田善衛のこと』岩波書店、2018年10月

### 研究
- 『堀田善衛　その文学と思想』同時代社、2001年。中野信子ほか全5名
- 陳童君『堀田善衛の敗戦後文学論ー「中国」表象と戦後日本』鼎書房、2017年10月
- 水溜真由美『堀田善衞 乱世を生きる』ナカニシヤ出版、2019年2月
- 笠森勇『堀田善衞の文学世界』桂書房、2019年9月
- 陳童君『在華日僑文人史料研究—堀田善衛的上海時代』上海人民出版社、2020年4月

## 脚註